# Leonida Barboni
Pour les articles homonymes, voir Barboni.

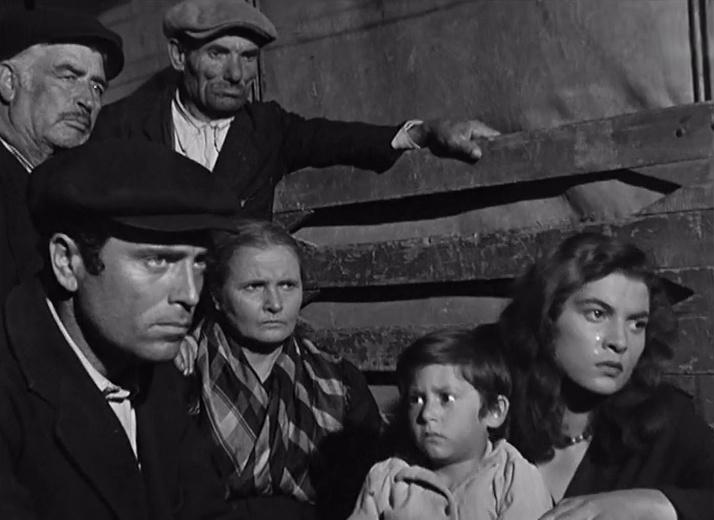
Le Chemin de l'espérance (1950), avec Raf Vallone et Elena Varzi (au premier plan à g. et à d.)

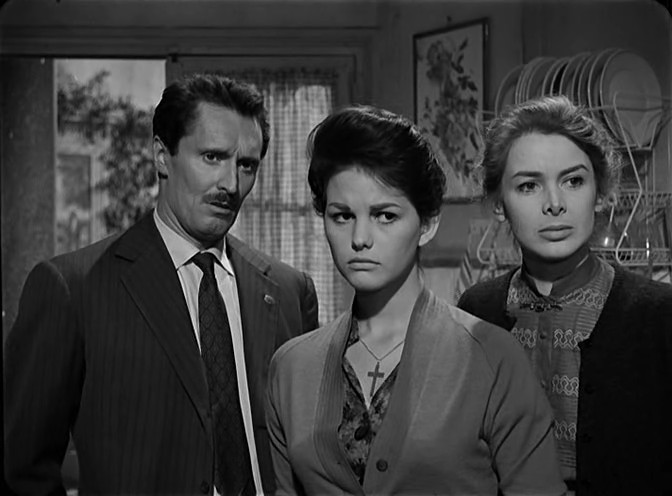
Meurtre à l'italienne (1959), avec Pietro Germi, Claudia Cardinale et Eleonora Rossi Drago

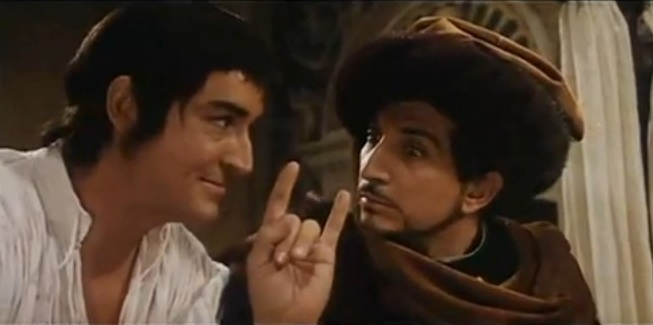
Les Nuits facétieuses (1966), avec Vittorio Gassman (à g.) et Luigi Vannucchi

Leonida Barboni, né le 23 novembre 1909 à Fiuminata (province de Macerata) et mort le 6 novembre 1970 à Rome, est un directeur de la photographie italien.

## Biographie
Frère aîné du directeur de la photographie et réalisateur Enzo Barboni (1922-2002), Leonida Barboni débute comme opérateur au sein de l'Istituto Luce à Rome. Il devient lui-même chef opérateur à l'occasion d'un film sorti en 1942. Suivent cinquante-neuf autres films italiens (ou en coproduction), les trois derniers sortis en 1968, dont La traviata de Mario Lanfranchi (représentation filmée de l'opéra éponyme de Giuseppe Verdi, avec Anna Moffo dans le rôle-titre et Franco Bonisolli).
Entre autres, il collabore à plusieurs reprises avec le réalisateur Pietro Germi, depuis Au nom de la loi (1949, avec Massimo Girotti et Jone Salinas) jusqu'à Divorce à l'italienne (1961, avec Marcello Mastroianni et Daniela Rocca), en passant notamment par L'Homme de paille (1958, avec le réalisateur et Franca Bettoja).
Parmi ses autres films notables, citons La Grande Guerre de Mario Monicelli (1959, avec Alberto Sordi et Vittorio Gassman), Le Mauvais Chemin de Mauro Bolognini (1961, avec Jean-Paul Belmondo et Claudia Cardinale) et Le Renard s'évade à trois heures de Vittorio De Sica (1966, avec Peter Sellers et Victor Mature).
Ses trois dernières contributions sont pour trois téléfilms italiens de 1971 (diffusés après sa mort en 1970, à 60 ans), dont 1870 d'Alfredo Giannetti (avec Anna Magnani et Marcello Mastroianni).
Durant sa carrière, Leonida Barboni obtient trois nominations au Ruban d'argent de la meilleure photographie (dont deux pour L'Homme de paille et Le Mauvais Chemin précités), mais sans en gagner. 

## Filmographie partielle

### Cinéma
- 1949 : Au diable la célébrité (Al diavolo la celebrità) de Mario Monicelli et Steno
- 1949 : Au nom de la loi (In nome della legge) de Pietro Germi
- 1950 : Dimanche d'août (Domenica d'agosto) de Luciano Emmer
- 1950 : La Maudite (Margherita da Cortona) de Mario Bonnard
- 1950 : Le Chemin de l'espérance (Il cammino della sperenza) de Pietro Germi
- 1951 : Filomena Marturano d'Eduardo de Filippo
- 1952 : La Tanière des brigands (Il brigante di Tacca dei Lupo) de Pietro Germi
- 1952 : Ragazze da marito d'Eduardo De Filippo
- 1952 : Les Chemises rouges (Camicie rosse) de Goffredo Alessandrini et Francesco Rosi
- 1952 : Mademoiselle la Présidente (La presidentessa) de Pietro Germi
- 1953 : Pattes de velours (L'incantevole nemica) de Claudio Gora
- 1953 : Napoletani a Milano d'Eduardo De Filippo
- 1953 : Jalousie (Gelosia) de Pietro Germi
- 1954 : Tonnerre sous l'Atlantique (La grande sperenza) de Duilio Coletti
- 1956 : Le Disque rouge (Il ferroviere) de Pietro Germi
- 1957 : Pères et Fils (Padri e figli) de Mario Monicelli
- 1958 : L'Homme de paille (L'uomo di paglia) de Pietro Germi
- 1958 : Ladro lui, ladra lei de Luigi Zampa
- 1959 : Meurtre à l'italienne (Un maladetto imbroglio) de Pietro Germi
- 1959 : L'Enfer dans la ville (Nella città l'inferno) de Renato Castellani
- 1959 : La Grande Guerre (La grande guerra) de Mario Monicelli
- 1960 : Le Bossu de Rome (Il gobbo) de Carlo Lizzani
- 1960 : Larmes de joie (Risate di gioia) de Mario Monicelli
- 1960 : La Rue des amours faciles (Via Margutta'') de Mario Camerini
- 1960 : Il vigile de Luigi Zampa
- 1961 : Divorce à l'italienne (Divorzio all'italiana) de Pietro Germi
- 1961 : Le Roi des truands (Il re di Poggioreale) de Duilio Coletti
- 1961 : Le Mauvais Chemin (La viaccia) de Mauro Bolognini
- 1962 : L'Arsenal de la peur (La città prigionera) de Joseph Anthony
- 1962 : Le Désordre (Il disordine) de Franco Brusati
- 1963 : Le Procès de Vérone (Il processo di Verona) de Carlo Lizzani
- 1963 : La Corruption (La corruzione) de Mauro Bolognini
- 1964 : Le Coq du village (Liolà) d'Alessandro Blasetti
- 1965 : Les Poupées[1] (Le bambole, film à sketches)
- 1965 : La donna del lago de Luigi Bazzoni et Franco Rossellini
- 1966 : Le Renard s'évade à trois heures (Caccia alla volpe) de Vittorio De Sica
- 1966 : Les Ogresses[2] (Le fate, film à sketches)
- 1966 : La strega in amore de Damiano Damiani
- 1966 : Les Nuits facétieuses (Le piacevoli notti) d'Armando Crispino et Luciano Lucignani
- 1967 : Peyrol le boucanier (L'avventuriero) de Terence Young
- 1968 : La traviata de Mario Lanfranchi
- 1968 : Bora Bora d'Ugo Liberatore

### Télévision
- 1971 : 1870 (Correva l'anno di grazia 1870) d'Alfredo Giannetti (téléfilm)

## Récompenses et distinctions
- Trois nominations au Ruban d'argent de la meilleure photographie :
  - En 1959, pour L'Homme de paille ;
  - En 1962, pour Le Mauvais Chemin ;
  - Et en 1964, pour La Corruption.